# تله‌کابین آنتالیا
تله‌کابین المپیوس یا تله‌کابین آنتالیا (ترکی استانبولی: Olympos Teleferik) مجموعه‌ای است که در ارتفاع ۲۳۶۵ متری کوه المپیوس در شهر کمر استان آنتالیا واقع شده‌است. این مجموعه در سال ۲۰۰۶ افتتاح گردیده‌است.
این خط تله کابین توسط شرکت Austrian Doppelmayr Garaventa Group و به طول ۴۳۵۹ متر ساخته شده‌است که یکی از طولانی‌ترین خطوط تراموای هوایی جهان محسوب می‌شود. ظرفیت کابین این تله کابین ۸۱ نفر می‌باشد.
امکانات تفریحی دیگر این مجموعه شامل کوله گردی، کوهنوردی و پاراگلایدر در تابستان و اسکی در زمستان می‌باشد.